# Domingo Benegas
Domingo Benegas Jiménez est un footballeur paraguayen né le 4 août 1946 à Capiatá. Il évoluait au poste de milieu de terrain.

## Biographie
Domingo Benegas est joueur du Club Libertad dans son pays natal lors de l'année 1968,,.
En 1969, il rejoint l'Espagne et l'Atlético de Madrid : il ne dispute aucune rencontre sous le maillot madrilène lors de son passage et quitte le club en 1970,.
Domingo Benegas est alors transféré au RCD Majorque et joue durant la saison 1970-1971 sous les couleurs du de ce club,.
Il rejoint le Burgos CF en 1971 et découvre la première division espagnole (27 matchs durant cette saison 1971-1972),.
Ses performances le font revenir en tant que titulaire à l'Atlético de Madrid en 1972,.
Avec l'Atlético, il est sacré Champion d'Espagne dès 1973,.
Lors de la campagne de Coupe des clubs champions 1973-1974, il dispute 8 des 10 rencontres de la compétition. L'Atlético progresse jusqu'en finale, en s'inclinant contre le Bayern Munich (match nul 1-1 puis défaite 0-4), Domingo Benegas entre en jeu lors du match d'appui,.
Il joue ensuite le match aller de la Coupe intercontinentale de 1974. Le club madrilène remporte alors la double-confrontation contre le CA Independiente,.
Par la suite, il joue cinq matchs lors de la Coupe des coupes 1976-1977. Il atteint les demi-finales de cette compétition, en étant battu par le club allemand du Hambourg SV.
Après un dernier titre de champion d'Espagne en 1977, il participe de nouveau à la Coupe d'Europe des clubs champions en 1977-1978. Il se met alors en évidence en inscrivant deux buts, lors du premier tour face au Dinamo Bucarest, puis en quart de finale contre le FC Bruges,.
En 1978, il revient au Burgos CF et raccroche les crampons après une dernière saison avec ce club,.
Domingo Benegas joue au total 143 matchs en première division espagnole, pour trois buts marqués. Au sein des compétitions européennes, il dispute treize matchs de Coupe des clubs champions (deux buts), neuf matchs de Coupe des vainqueurs de coupe et trois matchs de Coupe UEFA. Il joue également un match en Coupe intercontinentale et deux matchs de Copa Libertadores.

## Palmarès
Atlético de Madrid
| - Championnat d'Espagne (2) : - Champion : 1972-73 et 1976-77. - Vice-champion : 1973-74. - Coupe intercontinentale (1) : - Vainqueur : 1974. |  | - Coupe des clubs champions : - Finaliste : 1973-74. |